# Maudheimmedaljen
Maudheimmedaljen instiftades av kung Håkon VII av Norge 1951 till minne av Maudheimexpeditionen. Medaljen är densamma som kungens förtjänstmedalj i silver men har ett silverspänne över bandet märkt "MAUDHEIM 1949-1952". Medaljen tilldelades dem som deltagit i Maudheimexpeditionen 1949-1952 varav de tre som förolyckades under vistelsen fick den postumt.